# Corrèze (megye)
Corrèze (IPA: [kɔˈʁɛz]; okcitánul: Corresa) a 83 eredeti département egyike, amelyeket a francia forradalom alatt 1790. március 4-én hoztak létre.

## Elhelyezkedése
A Franciaország középső részén, Új-Aquitania régióban található megyét keletről Puy-de-Dôme és Cantal, délről Lot, nyugatról Dordogne, északról pedig Creuse és Haute-Vienne megyék határolják.

## Települések
A megye legnagyobb települései és lakosságuk száma 2011-ben:
| Település                 | Népesség |
| ------------------------- | -------- |
| Brive-la-Gaillarde        | 48 949   |
| Tulle                     | 14 666   |
| Ussel                     | 10 245   |
| Malemort-sur-Corrèze      | 7 709    |
| Égletons                  | 4 481    |
| Saint-Pantaléon-de-Larche | 4 624    |
| Bort-les-Orgues           | 2 988    |
| Objat                     | 3 593    |
| Allassac                  | 3 796    |
| Ussac                     | 3 859    |

## Galéria

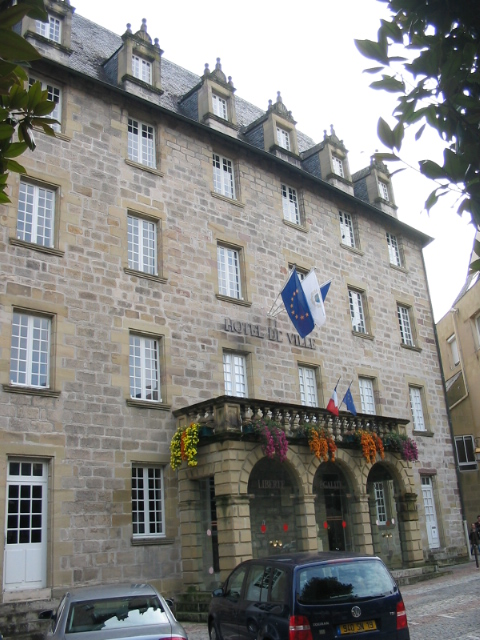
Brive-la-Gaillarde
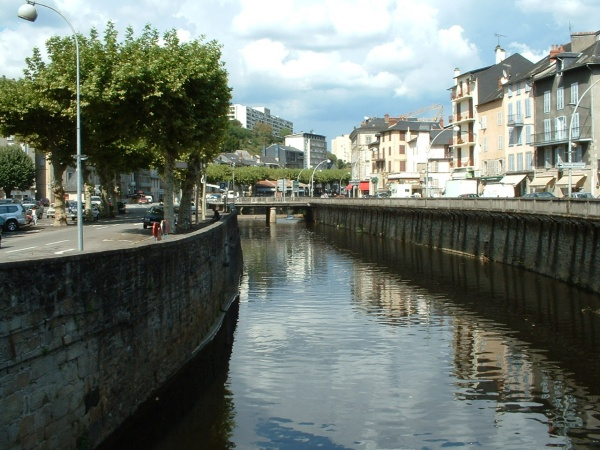
Tulle
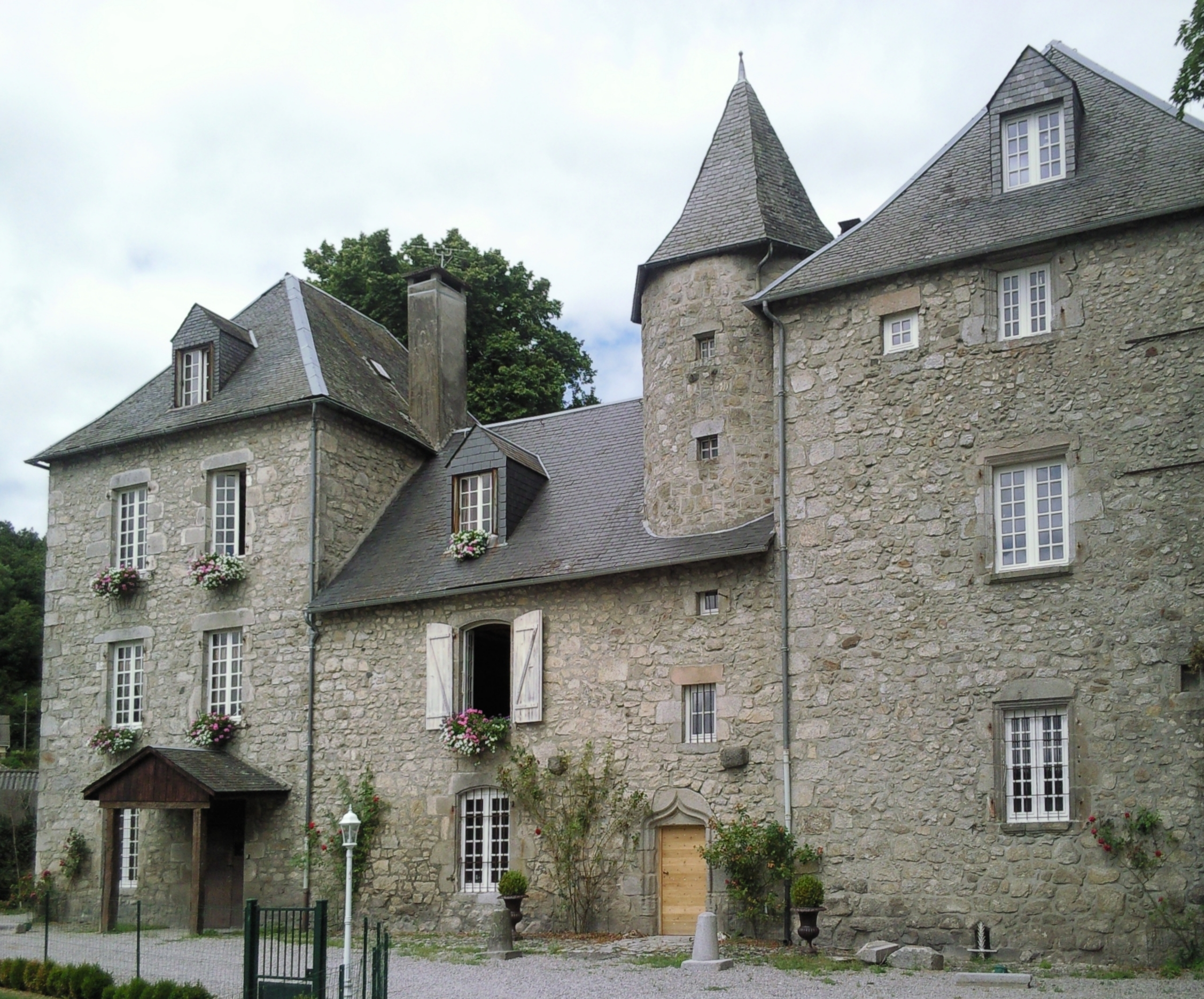
Ussel
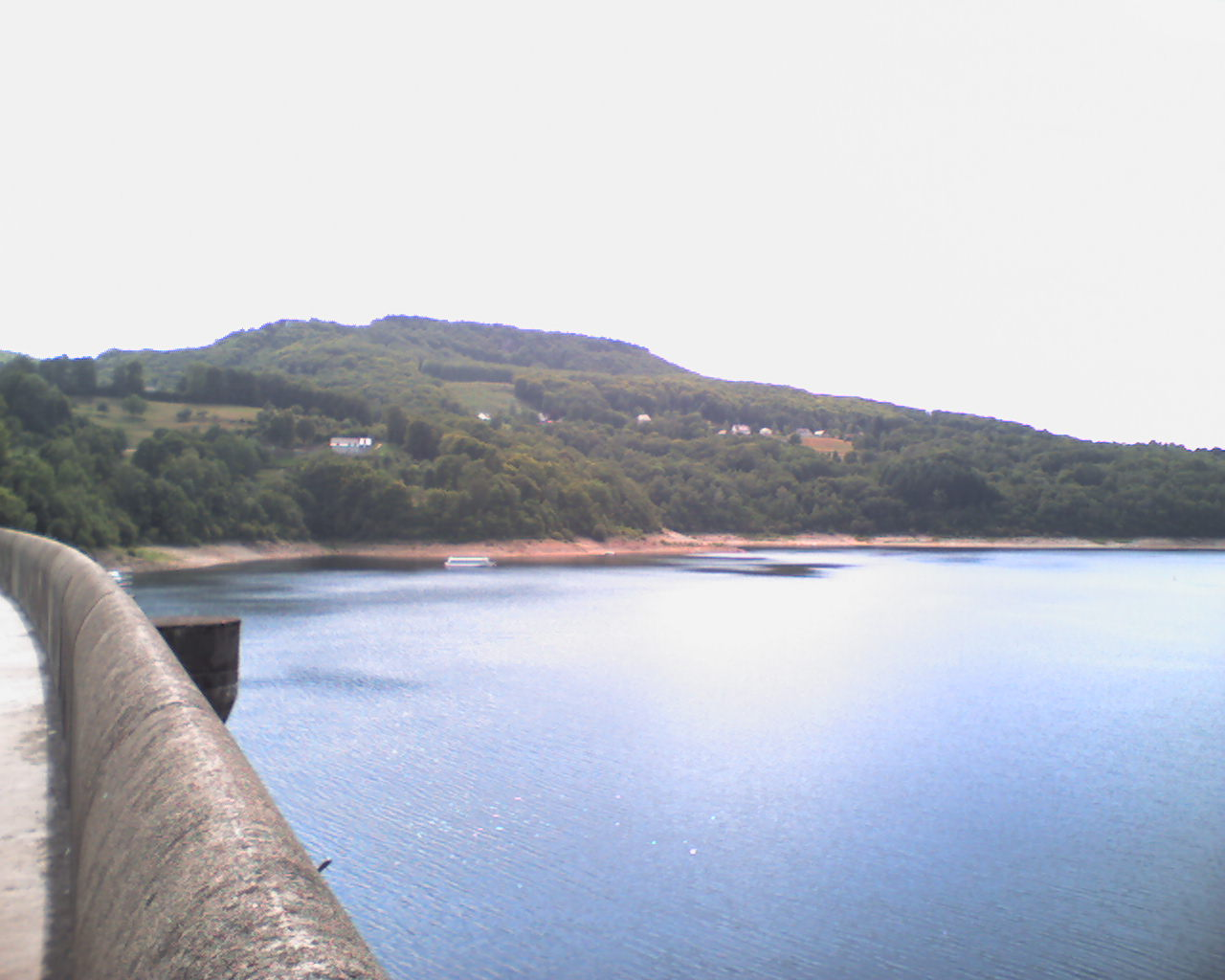
Bort-les-Orgues